# Parafia Najświętszej Maryi Panny Królowej Polski w Zachwiejowie
Parafia NMP Królowej Polski w Zachwiejowie – parafia rzymskokatolicka znajdująca się w diecezji sandomierskiej w dekanacie Baranów Sandomierski. 

## Historia
Parafie erygowano 10 lipca 1985 roku przez wydzielenie z parafii św. Bartłomieja Apostoła w Padwi Narodowej.
Do parafii należą wierni z miejscowości: Babule, Piechoty, Zachwiejów, Zarównie.

## Proboszczowie
- ks. Leszek Wiech (2003– )[1]